# Малмо (Небраска)
Малмо (енгл. Malmo) град је у америчкој савезној држави Небраска.

## Демографија
По попису из 2010. године број становника је 120, што је 11 (10,1%) становника више него 2000. године.
| Група             | 2000.       | 2010.       |
| Белци             | 106 (97,2%) | 112 (93,3%) |
| Афроамериканци    | 0 (0,0%)    | 0 (0,0%)    |
| Азијати           | 2 (1,8%)    | 0 (0,0%)    |
| Хиспаноамериканци | 1 (0,9%)    | 8 (6,7%)    |
| Укупно            | 109         | 120         |